# زیلتس (راینلاند-فالتس)
زیلتس (به آلمانی: Silz) یک شهر در آلمان است که در زودلیشه واینشتراسه واقع شده‌است. زیلتس ۸۰۳ نفر جمعیت دارد.